# Päijänne-Tunnel
Der Päijänne-Tunnel ist eine Wasserleitung, die die finnische Hauptstadt Helsinki und ihr Umland mit Trinkwasser aus dem Päijänne-See versorgt. Mit 119,6 Kilometern ist es der längste Felstunnel der Welt.

## Bau und Betrieb
Der Bau des Tunnels wurde 1972 beschlossen, da die Wasserqualität des Vantaanjoki, dem bis dahin das Trinkwasser Helsinkis entnommen wurde, zunehmend durch Industrie und Landwirtschaft beeinträchtigt wurde. Um das Vorhaben umzusetzen und zu finanzieren, gründeten die Gemeinden der Hauptstadtregion eine gemeinsame Wasserversorgungsgesellschaft mit der Rechtsform einer Aktiengesellschaft (Pääkaupunkiseudun Vesi Oy). An ihr sind heute die Gemeinden beteiligt, die durch den Tunnel versorgt werden, neben Helsinki also Espoo, Vantaa, Porvoo, Järvenpää, Kerava, Tuusula, Sipoo, Hyvinkää, Kirkkonummi, Kauniainen und Nurmijärvi. Anteilseigner ist ferner der staatliche Konzern Altia.
Mit dem Bau wurde 1973 begonnen; nach neunjähriger Bauzeit wurde der Tunnel 1982 in Betrieb genommen. Die Gesamtkosten für den Bau wurden 1981 mit 530 Millionen Markka angegeben, was heute etwa 190 Millionen Euro entspräche. Die Sprengung des Tunnels wurde von Norden vorangetrieben. Er beginnt in der Gemeinde Asikkala am Südende des Päijännesees, des flächenmäßig nur zweitgrößten, aber tiefsten und volumenreichsten Sees des Landes. Der Zulauf im See liegt 250 m vom Ufer entfernt in einer Tiefe von 26 Metern und hat somit eine Temperatur von 0,5–11 °C. Von dort verläuft er in einer Tiefe von 30 bis 100 Metern unter der Erdoberfläche durch den aus harten Graniten und Gneisen bestehenden Felssockel nach Südsüdwesten bis zum Silvola-Reservoir in der Gemeinde Vantaa, unmittelbar nördlich der Stadtgrenze von Helsinki. Von dort wird das Wasser in das Trinkwassernetz der Hauptstadtregion eingespeist. Dabei ist der Aufbereitungsbedarf des Wasserwerks Pitkäkoski (Pitkäkosken vedenpuhdistuslaitos) gering, da das Wasser des Päijänne eine sehr hohe Qualität aufweist und auf dem Transport durch den Tunnel wegen der Lösungsbeständigkeit des Gesteins und die konstant niedrigen Temperaturen keine Beeinträchtigungen auftreten.
Durch das natürliche Gefälle sind Pumpanlagen nicht unbedingt erforderlich. Auf etwa halber Strecke (in Kalliomäki in der Gemeinde Hausjärvi) wird das unterirdische Fließwasser durch eine Wasserkraftanlage geleitet, die jährlich rund 7,3 GWh in das finnische Stromnetz einspeist. Derzeit wird der Tunnel mit einem Durchfluss von rund 3 m³/s betrieben, er ist aber auf eine Kapazität von bis zu 10 m³/s ausgelegt und kann bei Bedarf durch Pumpen auf 20 m³/s erhöht werden. Im Jahr 2006 wurden durch den Tunnel insgesamt 104,5 Millionen Kubikmeter Wasser geleitet.
Der Tunnel hat einen Querschnitt von 16 Quadratmetern. Das Profil ist ausreichend, damit ein LKW hindurchfahren kann. Das Wasser benötigt ungefähr neun Tage, um die Länge des Tunnels zu passieren. Bei den derzeitigen Wassernutzungsraten nehmen die Kläranlagen etwa 3,1 m³ Wasser pro Sekunde für die Trinkwasseraufbereitung auf. Der Tunnel kann somit als Notwasserreserve bei Unterbrechung der Wasserversorgung verwendet werden.
Von April bis Dezember 2008 ließ man den Tunnel trockenfallen, um Instandsetzungsarbeiten im südlichen Abschnitt vorzunehmen. In dieser Zeit wurde das Wasser der Hauptstadt wieder zwischenzeitlich dem Vantaanjoki entnommen. Ab dem 4. Dezember des Jahres wurden die Schleusen wieder geöffnet; nach zwei Wochen war der gesamte Tunnel (mit einem Gesamtvolumen von rund 2 Millionen Kubikmetern) wieder vollständig geflutet, so dass die Wasserentnahme wieder aufgenommen werden konnte.

## Galerie

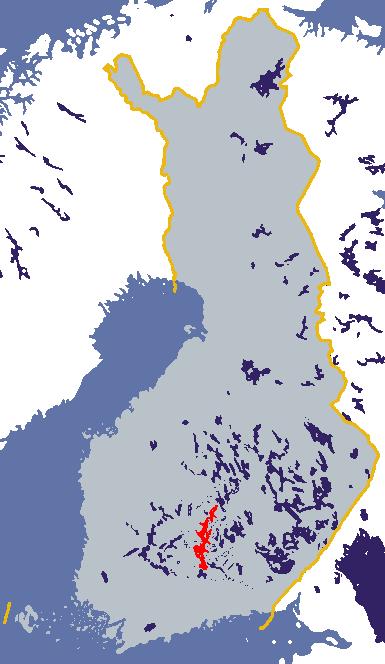
Lage der Päijänne-Seen in Finnland.
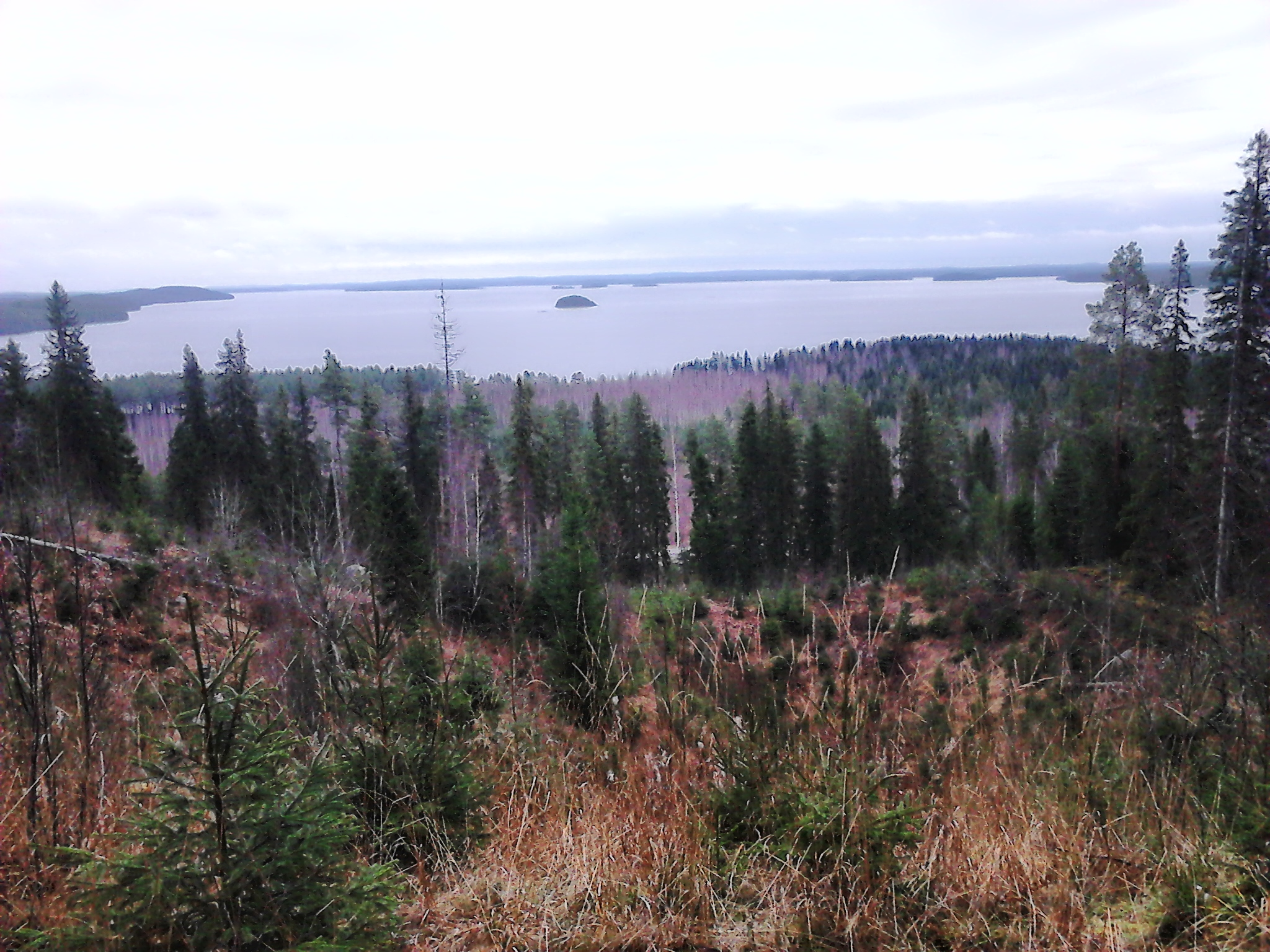
Asikkalanselkä am Päijänne, wo der Tunnel beginnt.
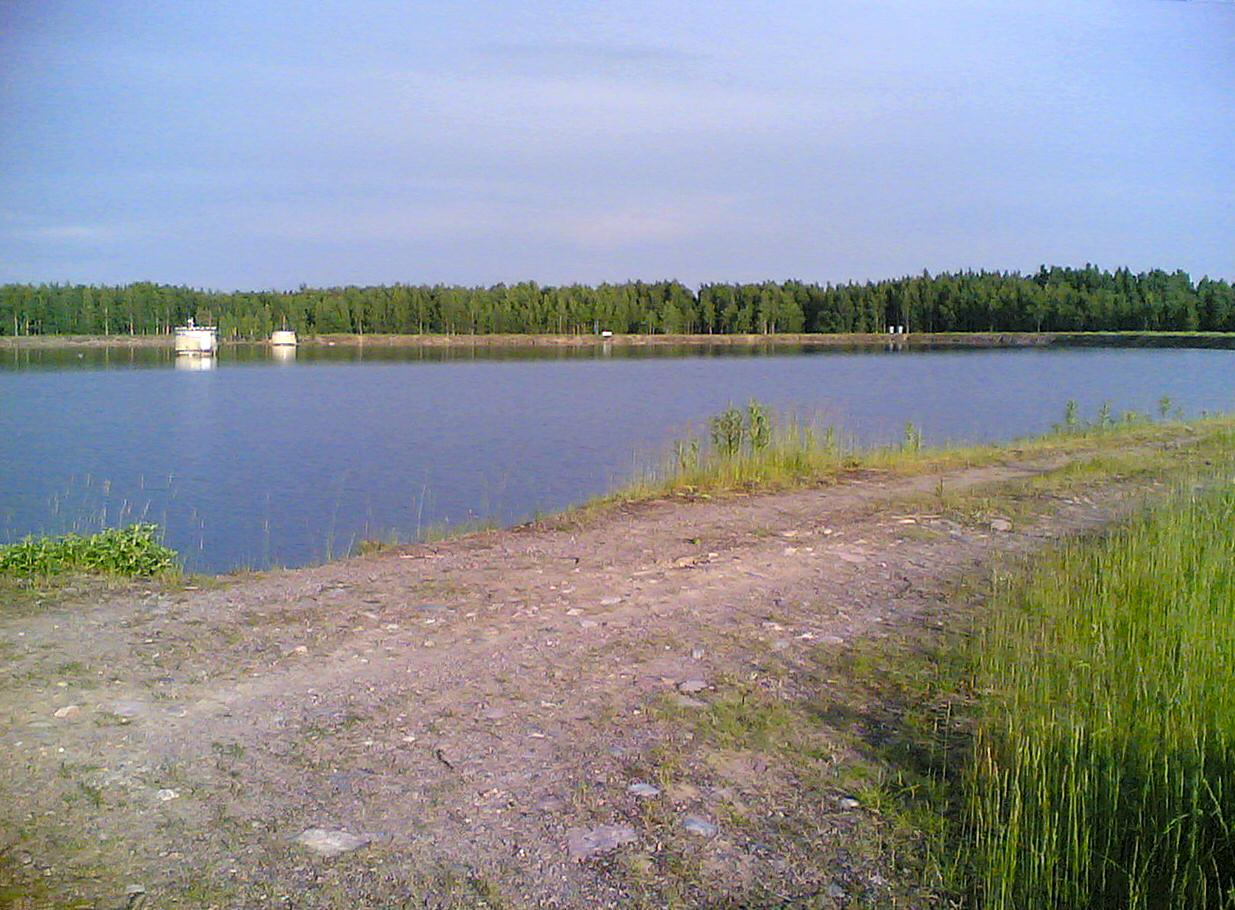
Silvola Reservoir, am Tunnelende.
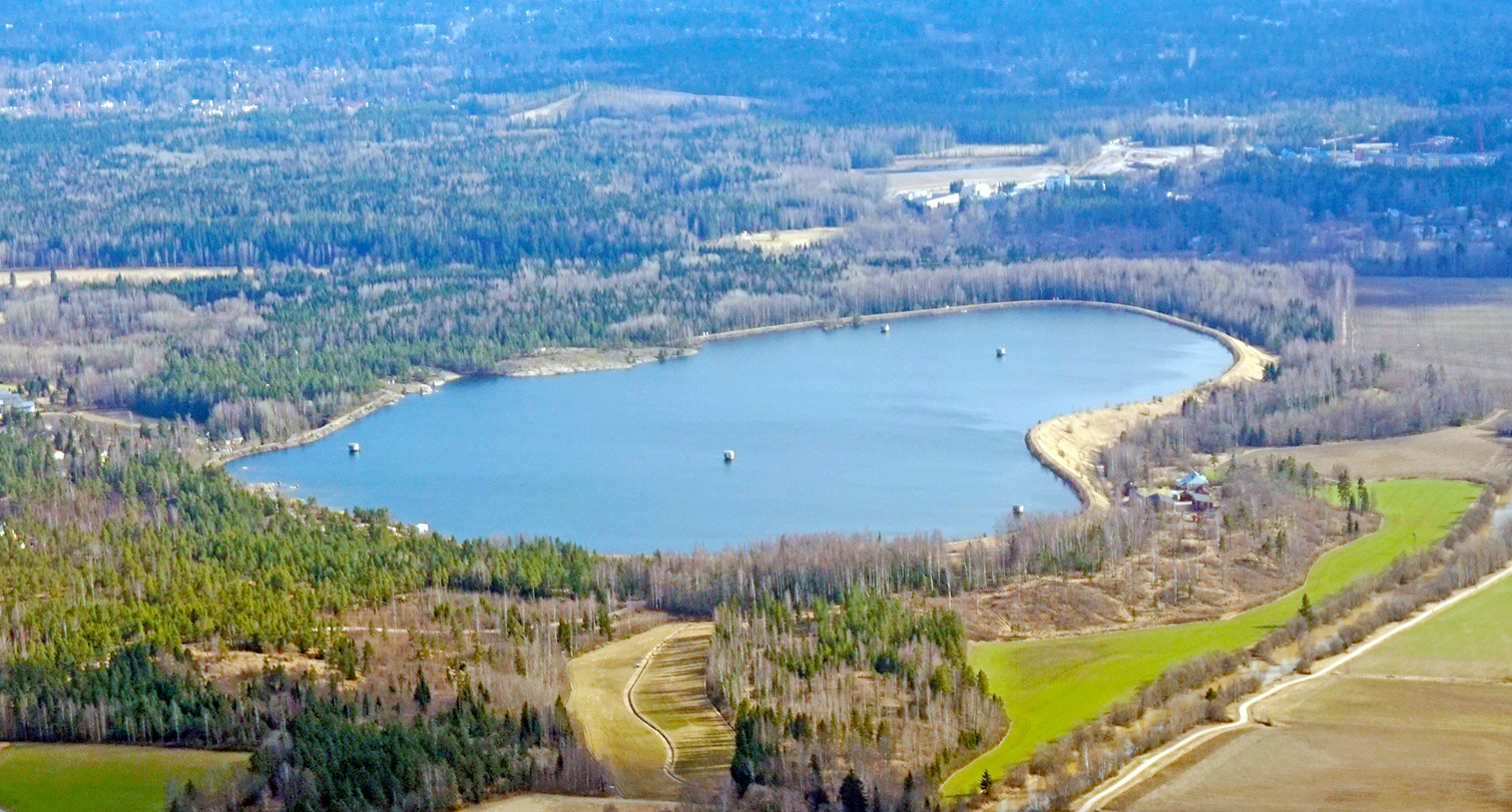
Luftaufnahme Silvola Reservoir.